# Marià Prat i Fainé
Marià Prat i Fainé (Manresa, 1898 - ?) fou un actiu militant sindicalista de la CNT. Se'l considera un dels cenetistes amb més prestigi de Manresa. Director del setmanari El Trabajo, òrgan de la CNT. Fou empleat de la delegació de Treball de la Generalitat. Després de la guerra, fou condemnat a 30 anys de presó. Sortí en llibertat vigilada 6 anys després.
Alguns historiadors argumenten que fou traslladat de França a Espanya per ésser afusellat pels franquistes.